# Зіндельсдорф
Зіндельсдорф (нім. Sindelsdorf) — громада в Німеччині, розташована в землі Баварія. Підпорядковується адміністративному округу Верхня Баварія. Входить до складу району Вайльгайм-Шонгау. Складова частина об'єднання громад Габах.
Площа — 17,50 км2. Населення становить 1215 ос. (станом на 31 грудня 2020).